# Deborah Dyer
Deborah Anne Dyer OBE znana jako Skin (ur. 3 sierpnia 1967 w Brixton w Londynie) – angielska wokalistka i autorka tekstów, a także modelka. Deborah Dyer znana jest przede wszystkim z wieloletnich występów w grupie muzycznej Skunk Anansie. Wraz z zespołem nagrała m.in. sześć albumów studyjnych Paranoid and Sunburnt (1994), Stoosh (1996), Post Orgasmic Chill (1999), Smashes and Trashes (2009), Wonderlustre (2010) oraz Black Traffic (2012).
Od 2001 roku Dyer prowadzi także solową działalność artystyczną. Nagrała dwa albumy: Fleshwounds (2003) i Fake Chemical State (2006).
Wypowiedziała się publicznie przeciwko Brexitowi.

## Dyskografia
Albumy solowe
| 2003                           | Fleshwounds - Data: 9 września 2003 - Wydawca: EMI      | 147 | 43 | 42 | 13 | 18 | 56 | 6 | 23 |
| 2006                           | Fake Chemical State - Data: 20 marca 2006 - Wydawca: V2 | 153 | –  | 44 | 8  | 67 | 43 | – | –  |
| „–” pozycja nie była notowana. |                                                         |     |    |    |    |    |    |   |    |

## Odznaczenia
- Officer Orderu Imperium Brytyjskiego – 2023[13]